# Ivo Muser

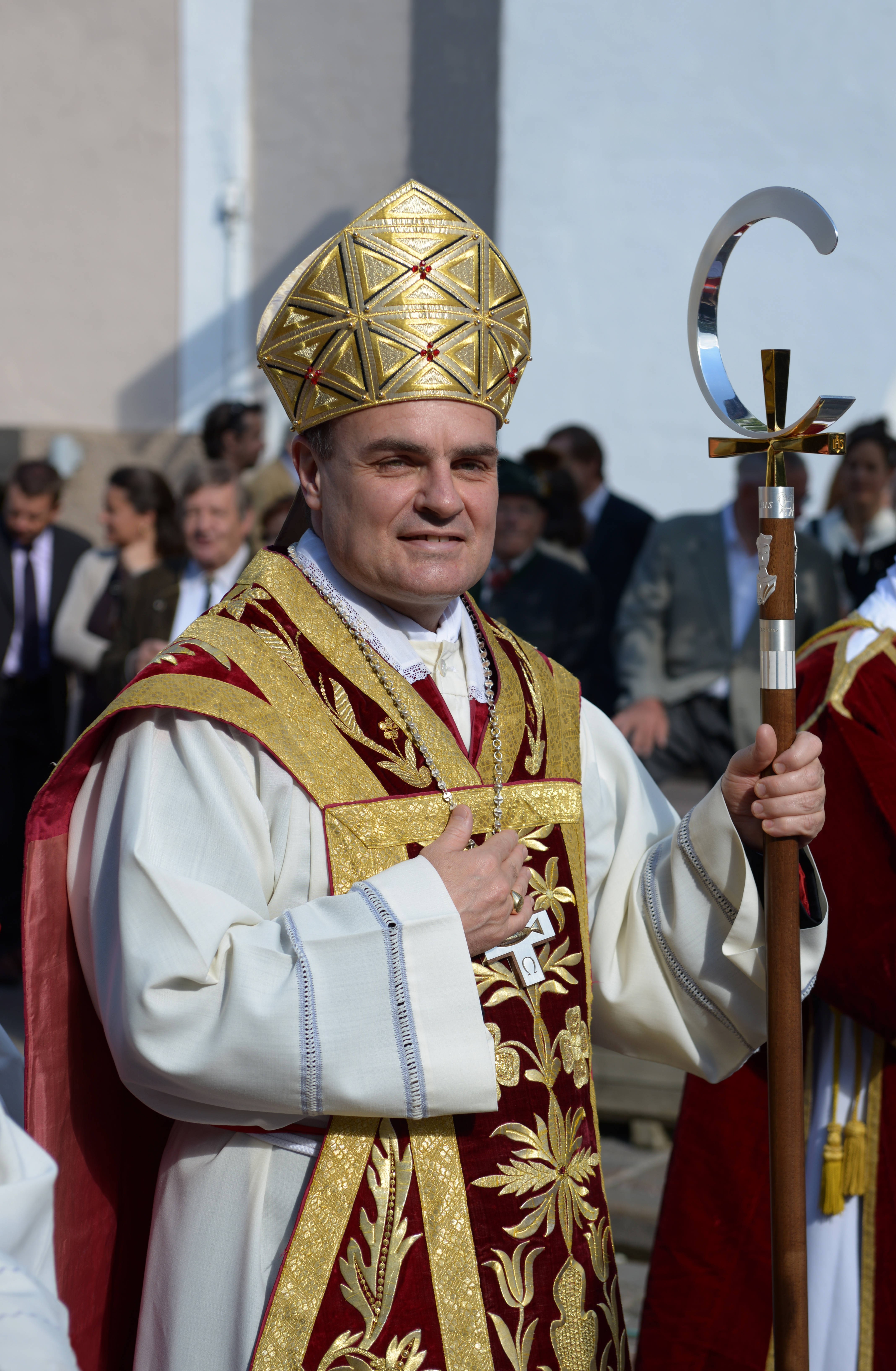
Bischof Ivo Muser (2012)

Bischofswappen von Ivo Muser

Ivo Muser (* 22. Februar 1962 in Bruneck, Südtirol, Italien) ist ein italienischer Geistlicher und Theologe. Er ist römisch-katholischer Bischof von Bozen-Brixen.

## Leben und Wirken
Ivo Muser, dessen Familie aus der Deutschkärntner Sprachinsel Tischlwang (Friaul) stammt, wuchs als Sohn einer Arbeiterfamilie in Gais auf und maturierte 1981 am Humanistischen Gymnasium in Bruneck. Anschließend absolvierte er ein Studium der Philosophie und katholischen Theologie an der Universität Innsbruck, das er mit einer 1986 eingereichten Diplomarbeit zur Eucharistie abschloss. 1987 empfing er von Bischof Wilhelm Egger in Brixen die Priesterweihe. Nach Kooperatorjahren im Pustertal war er von 1989 bis 1991 Privatsekretär des Bischofs. Anschließend studierte er Dogmatik an der Päpstlichen Universität Gregoriana in Rom, wo er mit einer 1995 publizierten Dissertation zur Mariologie und Ekklesiologie Mathias Joseph Scheebens promovierte. Ab 1995 wirkte er als Spiritual am Vinzentinum und Dozent an der Philosophisch-Theologischen Hochschule Brixen.
Mit 1. September 1996 wurde Muser Regens des Priesterseminars, 2002 erfolgte die Ernennung zum ordentlichen Professor in Brixen sowie zum Kanonikus des Domkapitels in Brixen. Seit 2005 war Ivo Muser auch Dekan des Brixner Domkapitels. 2010 wurde er als Regens von Michele Tomasi abgelöst, und am 27. Juli 2011 von Papst Benedikt XVI. zum Bischof der Diözese Bozen-Brixen ernannt, nachdem sein Vorgänger Karl Golser aus gesundheitlichen Gründen den Rücktritt eingereicht hatte. Am 9. Oktober 2011 spendete ihm der Erzbischof von Trient, Luigi Bressan, die Bischofsweihe im Brixner Dom; Mitkonsekratoren waren sein Amtsvorgänger Karl Golser und der Bischof von Innsbruck Manfred Scheuer. Muser wählte als Motto „Tu es Christus“ (Du bist Christus).

## Positionen und Kontroversen
In den Jahren 2013 und 2015 wurde von Ivo Muser eine Diözesansynode einberufen, deren spärliche Ergebnisse allerdings als unbefriedigend gewertet wurden.
Muser gilt als konservativer Vertreter der römisch-katholischen Kirche und ihrer Glaubenslehre. Anlässlich des Welt-AIDS-Tages 2017 lehnte er beispielsweise jegliche Empfängnisverhütung ab. Im Jahre 2018 schaltete er sich in die italienischen Parlamentswahlen ein und forderte öffentlich dazu auf, nur Parteien zu wählen, die „für echte christliche Werte“ stünden. Auch sprach er sich wiederholt gegen Praktiken der Feuerbestattung und Urnenbeisetzung aus. Freie Trauungen suchte er zu unterbinden.
Im Jahr 2020 verteidigte er das Schreiben Querida Amazonia von Papst Franziskus, in dem dieser am Zölibat für katholische Priester festhielt, als „mutig und prophetisch“. Ebenso stellte er sich hinter das umstrittene Responsum ad dubium der Kongregation für die Glaubenslehre vom März 2021, das die kirchliche Segnung gleichgeschlechtlicher Paare untersagte.
Ein 2020 von Heiner Keupp vorgelegtes Konzept für eine Untersuchung des sexuellen Missbrauchs im Verantwortungsbereich von Musers Bistum wurde von diesem durch Finanzierungsentzug vorläufig gestoppt; gegen diese Verhinderung protestierten die Katholische Jugend Südtirol und das Katholische Forum. Erst 2024 wurde mit der Münchner Kanzlei Westpfahl Spilker Wastl eine von der betroffenen Institution unabhängige Stelle mit der Aufarbeitung und Dokumentation von Missbrauchsfällen befasst. Das von der Anwaltssozietät Anfang 2025 vorgelegte Gutachten warf Bischof Muser fehlerhaftes Verhalten bei mehreren Missbrauchsfällen vor, attestierte ihm jedoch auch Lernbereitschaft.